# Fabrício Carpinejar
Fabrício Carpi Nejar (Caxias do Sul, 23 de outubro de 1972), ou Fabricio Carpinejar, como passou a assinar a partir de 1998, é um poeta, cronista e jornalista brasileiro.

## Pais
É filho dos poetas Maria Carpi e Carlos Nejar. Após a separação dos pais, em 1981, passou a ser criado pela mãe.
Ingressou em 1990 no curso de jornalismo, na Universidade Federal do Rio Grande do Sul, onde formou-se em 1995. Pela mesma instituição tornou-se mestre em Literatura Brasileira, em 2001.
Lançou As solas do sol, em 1998. A partir desse momento une seus sobrenomes e passa a assinar: Carpinejar.
Em 2003 publicou, pela editora Companhia das Letras, a antologia Caixa de sapatos, que lhe conferiu notoriedade nacional.
Publicou quarenta e três livros entre poesia, crônicas, infanto-juvenis e reportagem, detentor de mais de 20 prêmios literários. Atua como comentarista do programa Encontro com Fátima Bernardes da Rede Globo e colunista dos jornais Zero Hora e blog no O Globo. Conduziu o programa Palavra Livre na Rádio Itatiaia por um ano (2017-2018) e foi comentarista da Radio Gaucha por quatro anos.  Durante dez anos, de 2001 a 2011, trabalhou na Unisinos, onde foi professor e coordenador de curso e idealizou as graduações de Formação de Produtores e Agentes Literários e Formação de Produtores e Músicos de Rock. 
Adaptou o seu livro ‘Ai Meu Deus, Ai Meu Jesus – Crônicas de Amor e Sexo’ de 2012 para o teatro, ao lado de Claudia Tajes. A peça “O Amor Perdoa Tudo, inclusive o casamento” esteve em cartaz em 2016. Apresenta o stand-up O Amor não é para os fracos.
Em 2018, atuou como diretor, dramaturgo e ator na peça De pai para filho, com Carlos Nejar.
Foi escolhido pela revista Época como uma das 27 personalidades mais influentes na internet. Seus guardanapos digitais são uma febre entre os internautas e as suas postagens ultrapassam mais de um milhão de leitores.
Em 31 de fevereiro de 2012, estreou como apresentador do programa A Máquina, na TV Gazeta.
Desde maio de 2011 mantém a coluna que antes era escrita por Moacyr Scliar no jornal Zero Hora.

## Livros publicados
- 1998 - As solas do sol
- 2000 - Um terno de pássaros ao sul
- 2001 - Terceira sede
- 2002 - Biografia de uma árvore
- 2003 - Caixa de sapatos (antologia)
- 2004 - Porto Alegre e o dia em que a cidade fugiu de casa
- 2005 - Como no céu/Livro de visitas
- 2006 - O Amor Esquece de Começar
- 2006 - Filhote de Cruz Credo
- 2006 - Meu filho, minha filha.
- 2008 - Diário de um apaixonado - Sintomas de um bem incurável
- 2008 - Canalha! (crônicas)
- 2009 - www.twitter.com/carpinejar
- 2010 - Mulher perdigueira
- 2010 - O menino grisalho
- 2011 - Borralheiro - Minha viagem pela casa
- 2011 - A menina superdotada
- 2012 - Beleza Interior - Uma viagem poética pelo Rio Grande do Sul
- 2012 - Ai meu Deus, Ai meu Jesus: Crônicas de amor e sexo
- 2012 - Bem-vindo - Histórias com as cidades de nomes mais bonitos e misteriosos do Brasil
- 2013 - Espero alguém
- 2014 - Me ajude a chorar
- 2014 - Curinga
- 2015 - Para onde vai o amor?
- 2015 - Todas as mulheres
- 2016 - Amor à Moda Antiga
- 2016 - Felicidade Incurável
- 2017 - Amizade é também amor
- 2017 - Liberdade na vida é ter um amor para se prender
- 2018 - Cuide Dos Pais Antes Que Seja Tarde
- 2019 - Minha Esposa Tem a Senha do Meu Celular
- 2019 - Família é Tudo
- 2020 - Colo, por favor! - Reflexões em tempos de isolamento

## Prêmios
- Prêmio Fernando Pessoa, da União Brasileira de Escritores (1998)
- Prêmio Destaque Literário da 46º Feira do Livro de Porto Alegre (2000)
- Prêmio Açorianos de Literatura (2001)
- Prêmio Marengo D'Oro  – Itália (2001)
- Prêmio Cecília Meireles, da União Brasileira de Escritores (2002)
- Prêmio Açorianos de Literatura (2002)
- Prêmio Nacional Olavo Bilac, da Academia Brasileira de Letras (2003) [2]
- Prêmio Jabuti (2009) [3]
- Menção Honrosa no Prêmio Alceu Amoroso Lima - Poesia e Liberdade (2012)